# Fotogrammi d'argento
I Fotogrammi d'argento (in spagnolo Fotogramas de Plata) sono premi assegnati dalla rivista spagnola di cinema Fotogramas con cadenza annuale dal 1951.

## Categorie
Nel corso degli anni le categorie si sono allargate e modificate: fino al 1982 il premio alla migliore interpretazione era unico e non distingueva tra interpretazione maschile e femminile.
Nel 1987 è stato introdotto il Premio alla Carriera (Fotogramas de Plata a todo una vida).
I premi alle pellicole straniere e nazionali sono votati dalla critica specializzata e quelli agli interpreti sono votati dal pubblico.

### Attuali
- Miglior film spagnolo (Mejor película española)
- Miglior film straniero (Mejor película extranjera)
- Miglior attrice cinematografica (Mejor actriz de cine)
- Miglior attore cinematografico (Mejor actor de cine)
- Miglior attrice televisiva (Mejor actriz de televisión)
- Miglior attore televisivo (Mejor actor de televisión)
- Miglior attrice teatrale (Mejor actriz de teatro)
- Miglior attore teatrale (Mejor actor de teatro)

### Speciali
- Fotogrammi d'argento alla carriera (Fotogramas de Plata a Toda una vida)

### Ritirate
- Miglior interprete cinematografico spagnolo (Mejor intérprete de cine español) (1951-1982)
- Miglior interprete cinematografico straniero (Mejor intérprete de cine extranjero) (1960-1982)
- Miglior interprete televisivo (Mejor intérprete de televisión) (1966-1990)
- Miglior interprete teatrale (Mejor labor teatral) (1971-1996)